# Los Horcones (zona arqueológica)
La zona arqueológica Los Horcones, está situada en el lado norte del Cerro de Bernal, en lo alto de una pequeña cordillera situada en el lado sur de una planicie costera.

## Exploraciones arqueológicas
Por desgracia, pocos son los elementos que arrojan información de la cultura indígena que habitó la región, se extinguió a tal punto que lo único que se sabe es que perteneció a la época clásica.
Carlos Navarrete (1976, 1986), fue el primero que identificó las conexiones entre Horcones y el México Central.
La evidencia arqueológica muestra la importancia del intercambio interregional entre Los Horcones y Teotihuacán durante el Período Clásico Temprano.
Claudia García-Des Lauriers (2008), reporta que en dos temporadas de excavaciones arqueológicas (enero–marzo de 2005 y 2006), evidencían que el contacto entre Los Horcones y Teotihuacán era mucho más amplio que el arte en los monumentos.

## Historia
Las características fisiográfica específicas del Cerro de Bernal, lo convierten en la única montaña característica del lado sur de la llanura costera, sus faldas se extiende hasta las márgenes de un sistema de lagunas costeras, además, el lado norte de su base, constriñe el paso terrestre que forma un estrecho corredor natural que podría haber sido fácilmente controlado por "Los Horcones".
La ubicación estratégica de Los Horcones fue de suma importancia para comprender por qué el comercio jugó un importante papel en la historia y el desarrollo de este sitio. Los Horcones mantenía una fuerte conexión con Veracruz y la costa del Pacífico Guatemalteco, así como de otras regiones.
La evidencia de cerámica, obsidiana, la arquitectura y monumentos esculpidos sugieren que Los Horcones, sirvió como un importante centro comercial y de la comunidad de puerta de enlace posible con un grupo de residentes de los mercaderes teotihuacanos, posiblemente, vida en el lugar. El Cerro de Bernal era punto intermedio entre Teotihuacán y Kaminaljuyú, por lo que es posible que se establecieran centros de control para las rutas comerciales de la costa de Chiapas. Los Horcones estaba conectado a través del comercio con otras regiones como la costa del Pacífico de Guatemala, Veracruz, las tierras bajas mayas y las tierras altas, y el drenaje Grijalva-Usumacinta.
Los resultados de Análisis químicos y visuales de artefactos de obsidiana de Los Horcones, la evidencia muestra la importancia del intercambio interregional en la historia de este sitio. La obsidiana de seis yacimientos distintos fue utilizada en Los Horcones. El yacimiento más representado fue el de Pachuca que evidencia los fuertes vínculos económicos entre Los Horcones y Teotihuacán durante el Clásico Temprano.
La evidencia actual indica que la zona de Los Horcones fue ocupada en gran parte durante el Periodo Clásico Temprano, sin evidencias de su reutilización en épocas posteriores.

## Monumentos y estelas
Estela de 3. Estela de Tláloc
Esta magnífica pieza fue hecha en honor al dios de la lluvia Tláloc. La estela monolítica se ubica en el parque central de la Plaza Esperanza en el centro de Tonalá. Es de influencia teotihuacana y procede de la zona arqueológica de Los Horcones. Se trata de una figura tallada en piedra volcánica granítica que mide aproximadamente tres metros. En esta escultura, que representa al dios de la lluvia, se pueden apreciar los puntos cardinales y los cambios del tiempo que en ésta se marcan. En su mano derecha, orientada hacia el norte, tiene una serpiente de agua como símbolo de la lluvia, y la izquierda señala hacia el sur; además, presenta un gran abanico de plumas simbolizando al viento. Sobre la cabeza de la figura se señalan dos equinoccios, con un ángulo formado por dos símbolos que probablemente indiquen la fecha 2 ácatl mexica, año de la fiesta cíclica o fuego nuevo.

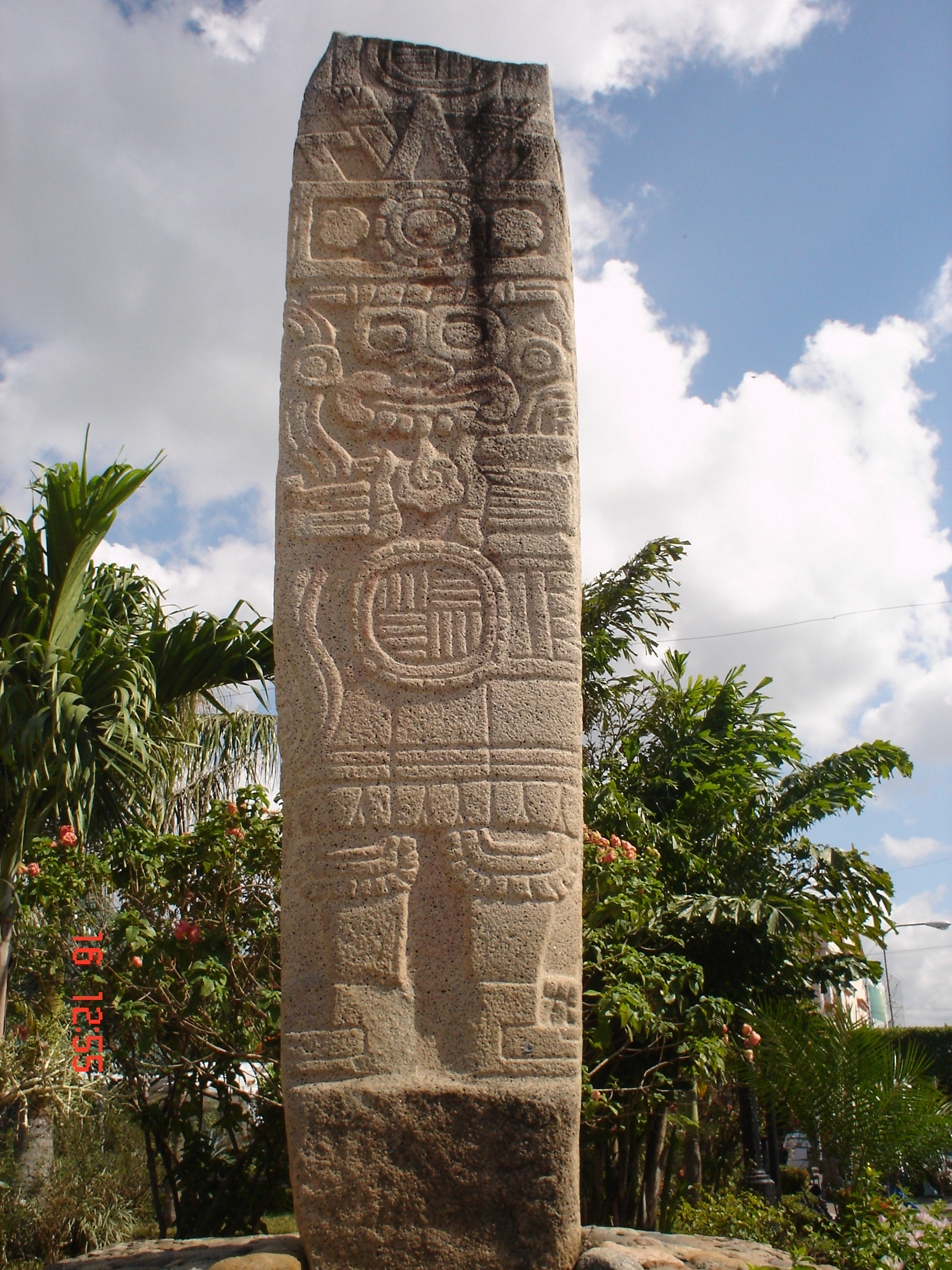
Estela 3, Tláloc (dios de la lluvia), ubicada en la plaza central "Esperanza", de la ciudad de Tonalá, Chiapas.